# コネクト (曲)
「コネクト」は、ClariSの2枚目のシングル。2011年2月2日にSME Recordsより発売された。

## 解説
表題曲「コネクト」は、テレビアニメ『魔法少女まどか☆マギカ』のオープニングテーマに起用された。
販売形態は通常盤と初回盤、アニメ盤の3仕様からなり、初回盤には、「コネクト」のPVを収録したDVDが、アニメ盤には表題曲のTV MIXが収録されている。アニメ盤のジャケットには、当アニメの登場キャラクター、鹿目まどかと暁美ほむらがカラオケをしている様子がプリントされている。また本作のアーティストイラストは、『魔法少女まどか☆マギカ』のキャラクター原案を担当した蒼樹うめが描いている。
2017年1月に発売された4thアルバム『Fairy Castle』では、アリスが卒業しクララとカレンによる新体制で新たに収録し直した「コネクト -2017-」が収録されている。また2022年4月発売の6thアルバム『Parfaitone』発売に合わせて素顔を公開してから初めて自ら出演するミュージックビデオが「コネクト -reformare- 」として制作されている。2022年9月30日にはYouTubeチャンネル「THE FIRST TAKE」に初出演した際に、今回のために制作されたオーケストラアレンジバージョンでの一発撮りの歌唱を披露した。

## チャート成績
2011年2月14日付オリコンウィークリーチャートで2万5000枚を売り上げて5位を獲得し、前作に引き続きトップ10入りを果たした。また、2月14日付けのオリコンデイリーチャートでは3位にランクインし、発売3週目でデイリー最高位を更新した。また、テレビアニメ『魔法少女まどか☆マギカ』や歌っている「ClariS」の話題性、東日本大震災によるCD発売の延期などが重なり、発売から9週連続オリコンTOP30入り・それに加えて発売から14週連続オリコンTOP40入りのロングヒットを記録している。
2011年度のオリコン年間ランキングでは93位を記録し、ClariSの作品としては初の年間TOP100入りを果たした。
ドワンゴの1月6日付アニメロ歌詞デイリーランキングで1位を獲得したと報じられた。
ドワンゴが運営しているウェブサイトの2011年度の年間ランキングでは、「アニメロミックス 着うた」で7位、「アニメロ★うた 着うた」で2位、「超!アニメロ 着うたフル」で首位を獲得した。2011年度上半期ランキングでは、「アニメロミックス 着うた」で5位、「アニメロ★うた 着うた」で2位、「超!アニメロ 着うたフル」で首位を獲得した。
日本レコード協会によるゴールドディスク認定では2012年1月度にゴールドを受けた。
有料音楽配信認定では、2012年3月度にゴールド、2014年1月度にプラチナ、2020年3月度にダブル・プラチナに認定された。

## 受賞
2011年10月、ニュータイプアニメアワード2011主題歌部門を受賞した。
2019年3月1日には、ソニー・ミュージックエンタテインメントのアニメソング人気投票キャンペーン「平成アニソン大賞」において作品賞（2010年 - 2019年）に選出された。

## 批評
CDジャーナルは、「カップリング曲の『Dreamin'』はアッパーハウス、『キミとふたり』はポップ、リズム・アンド・ブルースの曲。」と批評した。

## 収録内容

### 初回生産限定盤・通常盤
| #         | タイトル                    | 作詞・作曲        | 編曲               | 時間  |
| --------- | --------------------------- | ----------------- | ------------------ | ----- |
| 1.        | 「コネクト」                | 渡辺翔            | 湯浅篤             | 4:27  |
| 2.        | 「Dreamin」                 | 角野寿和          | 角野寿和・原田卓也 | 4:33  |
| 3.        | 「キミとふたり」            | Carlos K. (Vanir) | Carlos K. (Vanir)  | 4:09  |
| 4.        | 「コネクト -Instrumental-」 |                   |                    | 4:26  |
| 合計時間: | 合計時間:                   | 合計時間:         | 合計時間:          | 17:48 |

| #  | タイトル                  | 作詞 | 作曲・編曲 |
| -- | ------------------------- | ---- | ---------- |
| 1. | 「コネクト (Music Clip)」 |      |            |

### アニメ盤
| #         | タイトル              | 作詞  | 作曲・編曲 | 時間 |
| --------- | --------------------- | ----- | ---------- | ---- |
| 1.        | 「コネクト」          |       |            | 4:27 |
| 2.        | 「Dreamin」           |       |            | 4:33 |
| 3.        | 「キミとふたり」      |       |            | 4:09 |
| 4.        | 「コネクト -TV MIX-」 |       |            | 1:33 |
| 合計時間: | 合計時間:             | 14:55 |            |      |

## 楽曲解説
1. コネクト
テレビアニメ『魔法少女まどか☆マギカ』オープニングテーマ
2. Dreamin
PSP用ゲーム『AKIBA'S TRIP』テーマソング
アリス曰く「太陽を題材とした明るい応援歌に仕上がっている」とのこと[18]。
3. キミとふたり
クララ曰く「月を題材としていて、間奏にClariSの雑談が混じっている」という[18]。

## その他
音楽ゲームのプレイ楽曲としても収録されている。
BEMANIシリーズ（コナミデジタルエンタテインメント）
一部の作品で、2B-Wavesによるカバーバージョンを収録。2011年9月稼動の『jubeat copious』、同年11月稼動の『DanceDanceRevolution X3 VS 2ndMIX』、同年12月稼動の『pop'n music 20 fantasia』に収録された（ただし、2014年11月より『DanceDanceRevolution (2014)』、同年12月より『pop'n music ラピストリア』、2015年9月より『jubeat prop』でそれぞれ削除され、AC版はすべて消滅した。）。
iOS・Xperia版『jubeat plus』『REFLEC BEAT plus』のダウンロード配信「ClariS pack」ではClariS本人による原曲を収録。
太鼓の達人（バンダイナムコゲームス）
美萌によるカバーバージョンを収録。2011年11月稼働の『太鼓の達人』新筐体版に収録された。2016年10月13日の午前7:00をもって削除。
maimai、CHUNITHM（セガ）
『maimai』では2012年7月11日に配信、2022年3月24日配信停止、『CHUNITHM』では2015年9月11日に配信、2021年1月21日配信停止。両者ともにClariS本人による原曲を収録。『CHUNITHM』では魔法少女まどか☆マギカとのコラボイベントにより配信された。
またアニプレックス製作のアニメ『16bitセンセーション ANOTHER LAYER』7話の挿入歌としても使用された。

## 収録アルバム
| 曲名     | 発売日         | アルバム                               |
| -------- | -------------- | -------------------------------------- |
| コネクト | 2012年4月11日  | BIRTHDAY                               |
| コネクト | 2013年12月25日 | 魔法少女まどか☆マギカ MUSIC COLLECTION |
| コネクト | 2015年4月15日  | ClariS 〜SINGLE BEST 1st〜             |
| コネクト | 2017年8月9日   | 魔法少女まどか☆マギカ Ultimate Best    |

## カヴァー
- 二代目アニメタル - 『ANIMETAL THE SECOND』（2015年）収録
- 佐咲紗花 - 『SAYAKAVER.』（2015年）収録
- 河野都（倉岡水巴）・戸田ジュン（海乃るり） - ゲーム「22/7 音楽の時間」（2020年）収録
- スリーズブーケ［日野下花帆（楡井希実）・乙宗梢（花宮初奈）・百生吟子（櫻井陽菜）］ - ゲーム「Link!Like!ラブライブ！」（2025年）収録